# Manuel García Sierra
Manuel García Sierra (Valencia, siglo XIX-siglo XX) fue un maestro de obras valenciano de principios del siglo XX.

## Biografía
Desarrolló su carrera profesional en Valencia, construyendo diversos edificios de estilo modernista valenciano.

## Obras
- Edificio Bolinches, en calle de la Paz número 46, 1903-1905.[1]
- Edificio Aznar, en la calle Embajador Vich número 15, 1905.[2]
- Edificio en calle Partida del Socorro, en Valencia, 1908.
- Casa Tatay en la Gran Vía Marqués del Turia 61-63, en Valencia, 1909.[3]
- Edificios en la calle Sueca números 18 y 20, 1912.
- Edificio en la calle del Palleter número 12, 1914.